# Miiko Albornoz
Miiko Martín Albornoz Inola, mais conhecido como Miiko Albornoz (Estocolmo, 30 de novembro de 1990) é um futebolista sueco-chileno que atua como lateral-direito. Atualmente, joga pelo Vejle BK.

## Seleção Nacional
Estreou pela Seleção Chilena principal em 22 de janeiro de 2014 em partida amistosa contra a Costa Rica. Participou da Copa do Mundo FIFA de 2014 e integra o elenco para a Copa América de 2015.